# Station Vauxhall
Vauxhall is een station van National Rail in de Britse hoofdstad Londen. 

## Geschiedenis

### London and South Western Railway
De London and South Western Railway (L&SWR) wilde de Londense kant van de lijn naar Southampton verplaatsen van Nine Elms, dat sinds 1838 dienst deed, naar het centrum van de stad. In 1845 werd toestemming verleend om de lijn door te trekken tot de York Road bij Waterloo Bridge. Om de inbreuk op privé-eigendom tot een minimum te beperken werd de verlenging op een viaduct gebouwd, desondanks werden ongeveer 700 panden gesloopt. Naast het nieuwe eindpunt bij Waterloo Bridge kwam er ook een station op het viaduct ter hoogte van Vauxhall Bridge dat op 11 juli 1848 werd geopend. Omdat het destijds niet mogelijk was voor de kaartcontroleurs om van voor naar achter door de trein te lopen werd Vauxhall gebruikt als kaartjeshalte. Dit betekende dat treinen werden stilgezet totdat de kaartjes gecontroleerd waren. Op 13 april 1856 brak brand uit die het station vrijwel volledig verwoeste. De sporen werden snel hersteld en de diensten tot Waterloo werden zonder veel vertraging hervat. Het herstel van het station duurde tot 1862 en bij de heropening werd het station kortweg Vauxhall genoemd. Tevens werd toen het aantal sporen naar Waterloo vergroot. In 1923 ging de L&SWR op in Southern Railway. In 1936 werd Vauxhall verbouwd en de beveiliging tot aan Waterloo vernieuwd.

### Melktreinen
In 1921 opende United Dairies een melkcentrale en kaasfabriek naast het station. De SR reed twee keer per dag met een melktrein tussen Torrington en London, die werden aangevuld met andere treinen uit South West England. Deze treinen werden ' s avonds bij Clapham Junction gesplitst in kortere treinen zodat ze tijdens het lossen niet het station van Vauxhall zouden blokkeren. Het eerste treindeel werd daarna naar het spoor voor de treinen naar Windsor gereden waar een afvoerleiding naar United Dairies aan de andere kant van de weg lag. Het geloste deel reed door naar Waterloo Station om daar te keren om terug te gaan naar Clapham Junction. Daarna werd het herhaald met het tweede treindeel zodat de melktreinen tussen het einde van de avondspits en de volgende ochtend gelost waren. In 1978 werden de diensten van de melktreinen gestaakt.

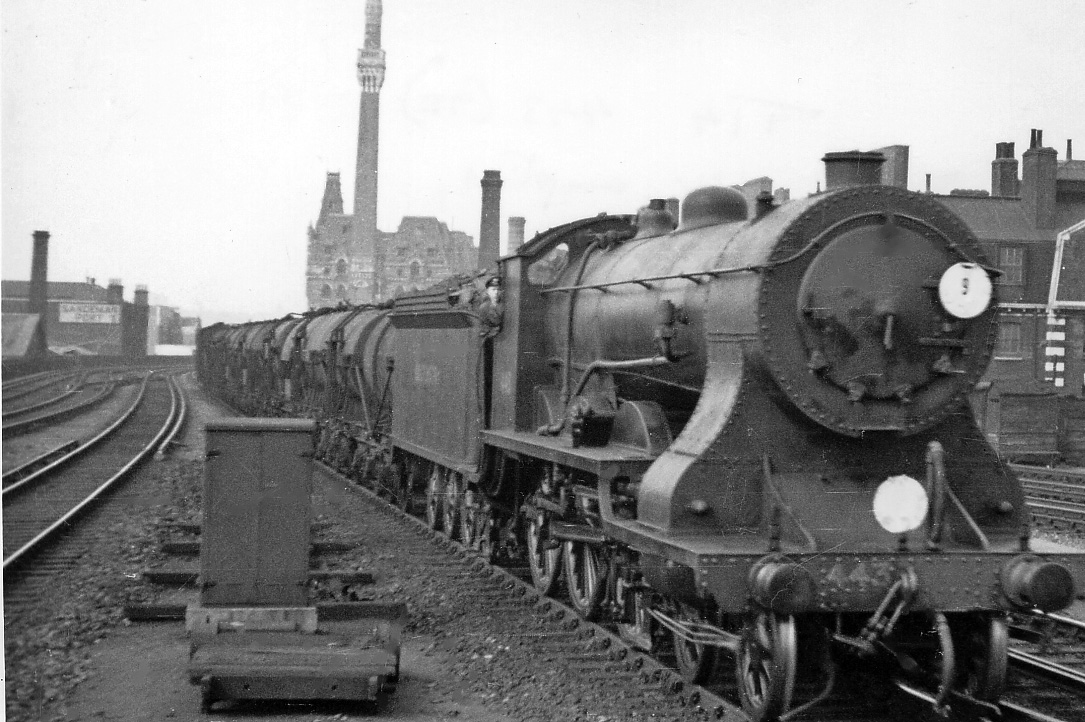
Een geleegde melktrein op de terugweg naar Clapham Junction op 24 april 1948
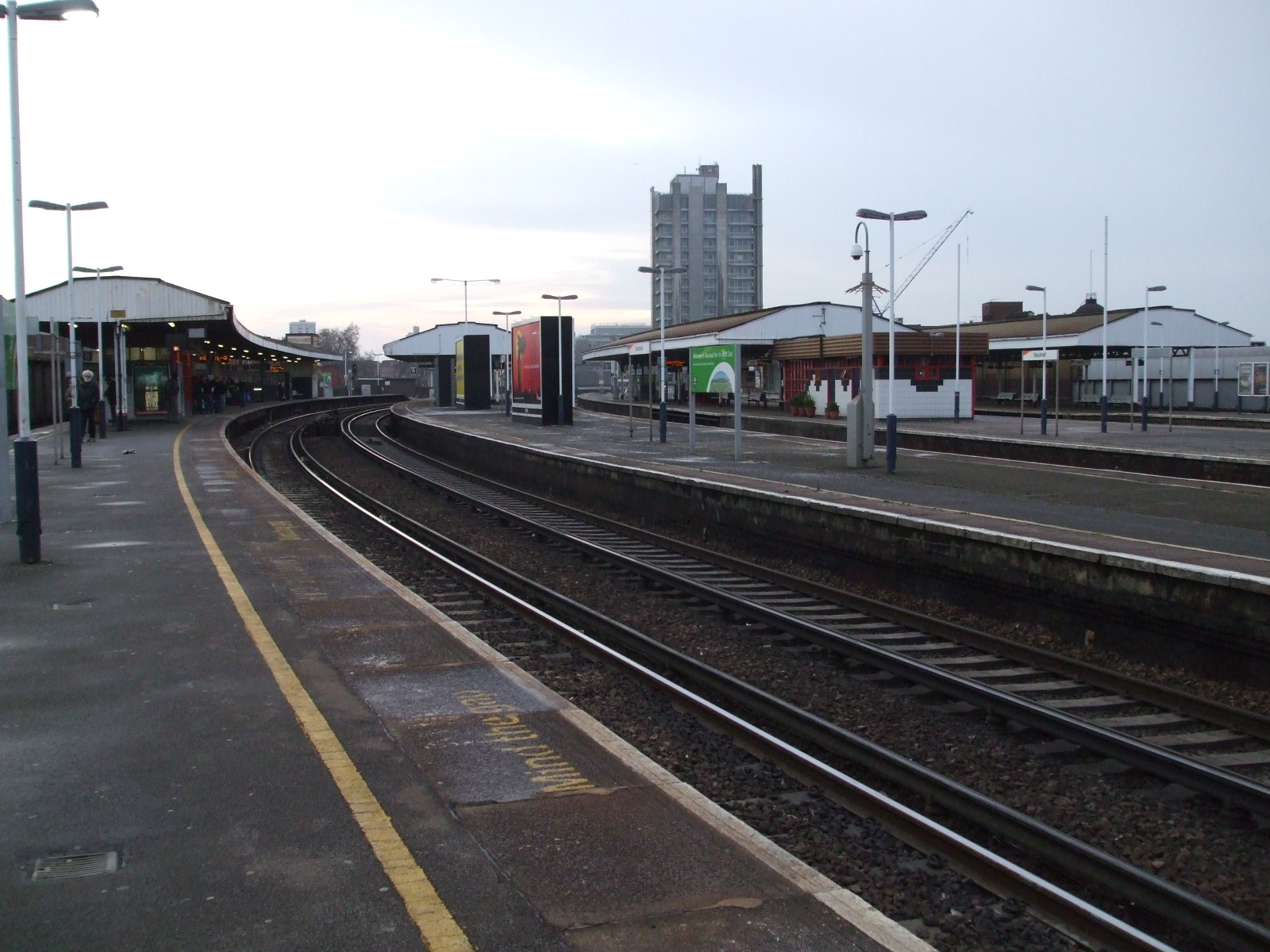
De perrons op het viaduct gezien uit het noorden.
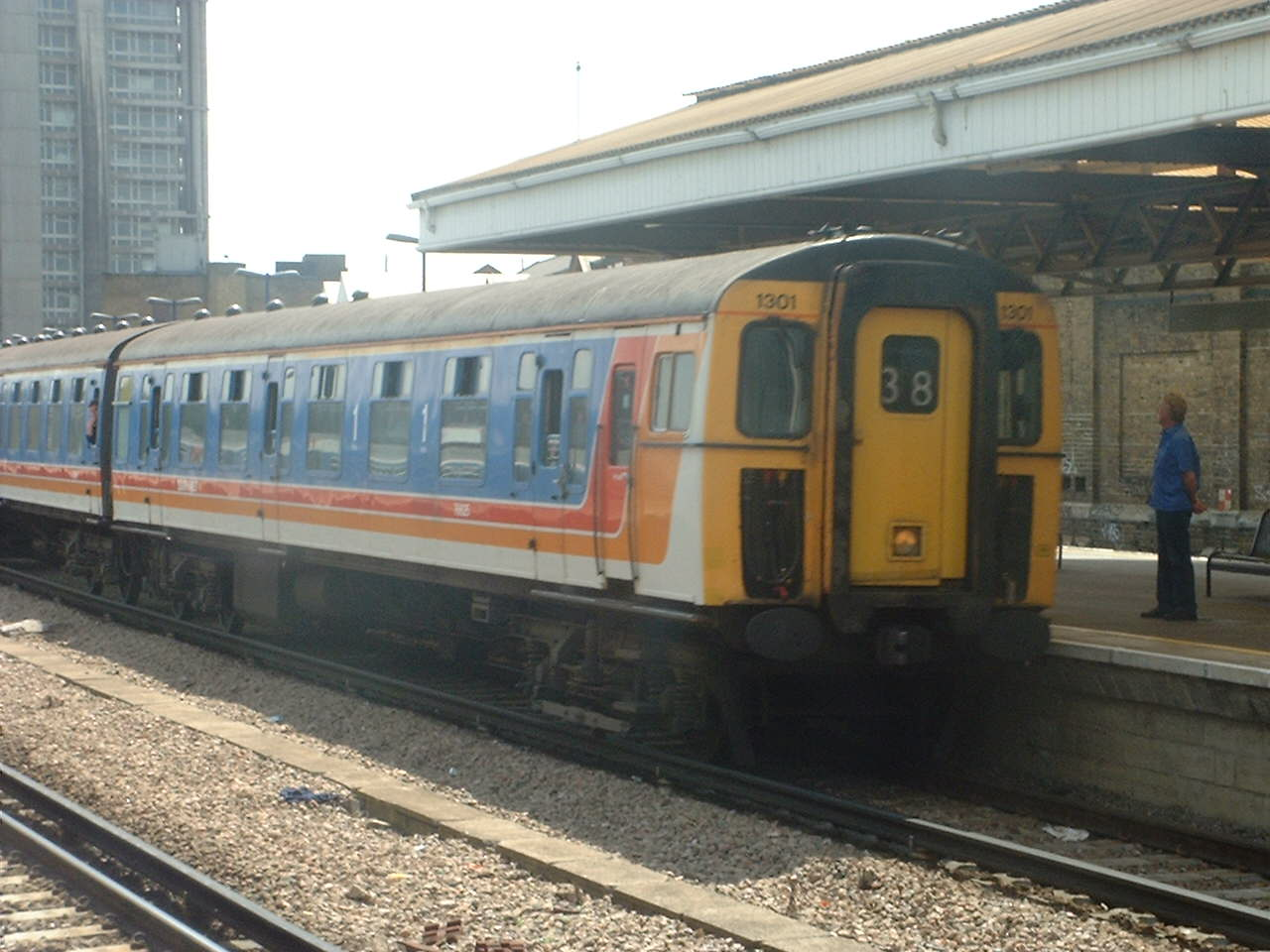
Een stoptrein van South West Trains in 2002

### Metro
Het eerste voorstel voor een metro aansluiting in Vauxhall betrof een station aan de West and South London Junction Railway, dit werd echter in januari 1901 op grond van procedurefouten afgewezen en verdween het in een la. De tweede lijn via Vauxhall was gepland tussen Cannon Street en Wimbledon maar werd in 1902 geschrapt wegens geldgebrek. Uiteindelijk werd het deel van de Victoria Line tussen Victoria en Brixton, waaronder Vauxhall, in maart 1966 goedgekeurd. Bijna vier jaar later werd de lijn naar Brixton door prinses Alexandra geopend.

### Busstation
Arup Associates ontwierp het busstation met een opvallend roestvaststalen dak. Het busstation is op 4 december 2004 geopend en kreeg meteen kritiek in verband met de verkeersdrukte rond Vauxhall Cross. In 2011 kondigde Transport for London de sloop van het busstation aan om in plaats daarvan een loopbrug te bouwen. Dit voorstel werd verworpen maar in 2017 doken de sloopplannen weer op in het kader van een plan van Lambeth Council voor verbetering van de omgeving. De herinrichting had moeten plaatsvinden in 2019-2021, waarbij een kleiner busstation en een woontoren zouden komen op de plaats van het busstation. Parlementslid Kate Hoey had kritiek op het project dat ze als lapwerk van Lambeth en Transport for London bestempelde.

### Modernisering
In 2017 is gestart met een verbeteringsprogramma van £ 800 miljoen zowel ten aanzien van de treinenloop naar Waterloo als de doorstroming in het station zelf. Hierbij is een lift vervangen en is een trap toegevoegd tussen de hal en het perron tussen de sporen 7 en 8.

## Ligging en inrichting
De spoorwegperrons liggen op een viaduct tussen South Lambeth Road en South Lambeth Place bij Vauxhall Cross op het oostelijke bruggenhoofd van Vauxhall Bridge. Het spoorwegstation wordt beheerd South Western Railway en is het eerste station ten zuiden (2,2 km) van Waterloo langs de South West Main Line richting Clapham Junction. Het stationsgebouw ligt aan Vauxhall Cross en biedt toegang tot een voetgangerstunnel onder de perrons die via trappen bereikbaar zijn. Aan de zuidkant is een trap naar het gelijknamige metrostation onder het stationsplein. Bovengronds ligt ten zuiden van Vauxhall Cross het busstation parallel aan de spoorlijn. Het dak van het busstation is voorzien van zonnepanelen die het busstation voor een groot deel van energie voorzien. Door de vele spoorverbindingen, het metrostation en busstation is het een belangrijk vervoersknooppunt en wordt het voor de kaartverkoop zelfs beschouwd als eindpunt in het centrum van Londen. Verder kan bij de St. George Wharf Pier opgestapt worden op de lijnbootdienst over de Thames.   

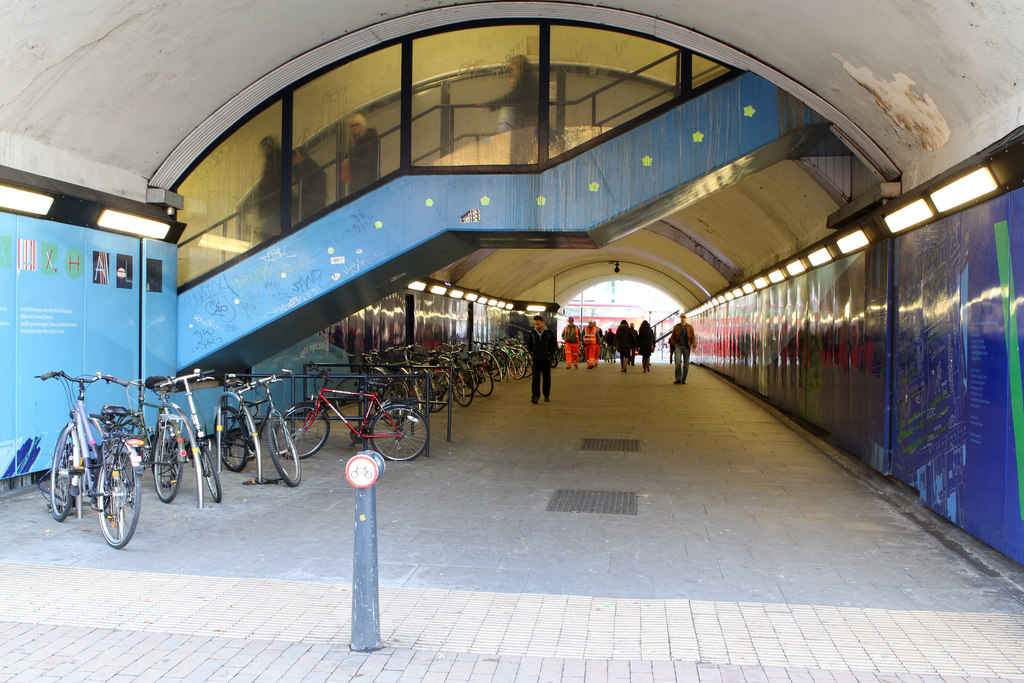
De voetgangerstunnel onder het station, met zichtbaar de toegevoegde trap naar spoor 7 en 8.
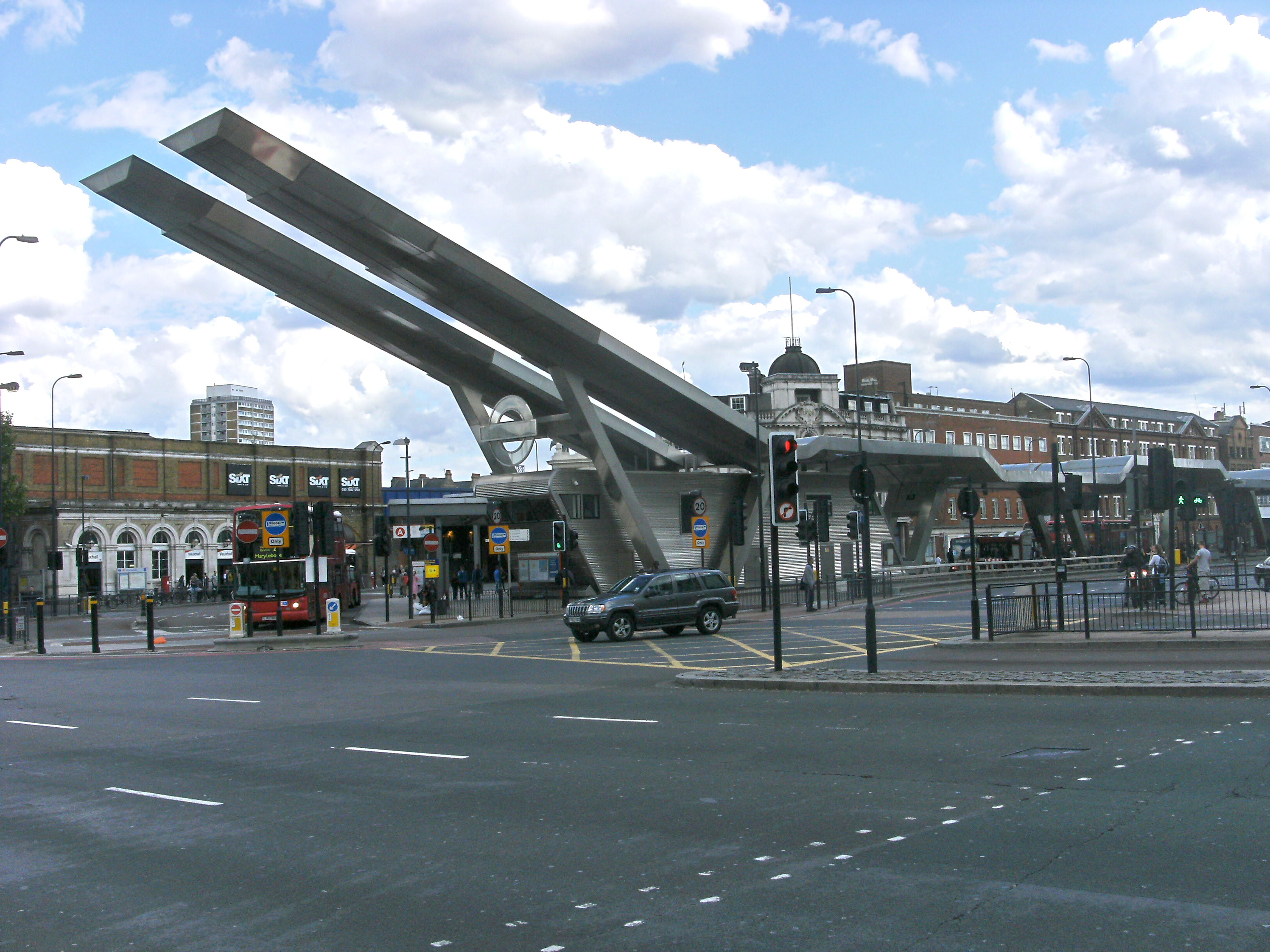
Het busstation
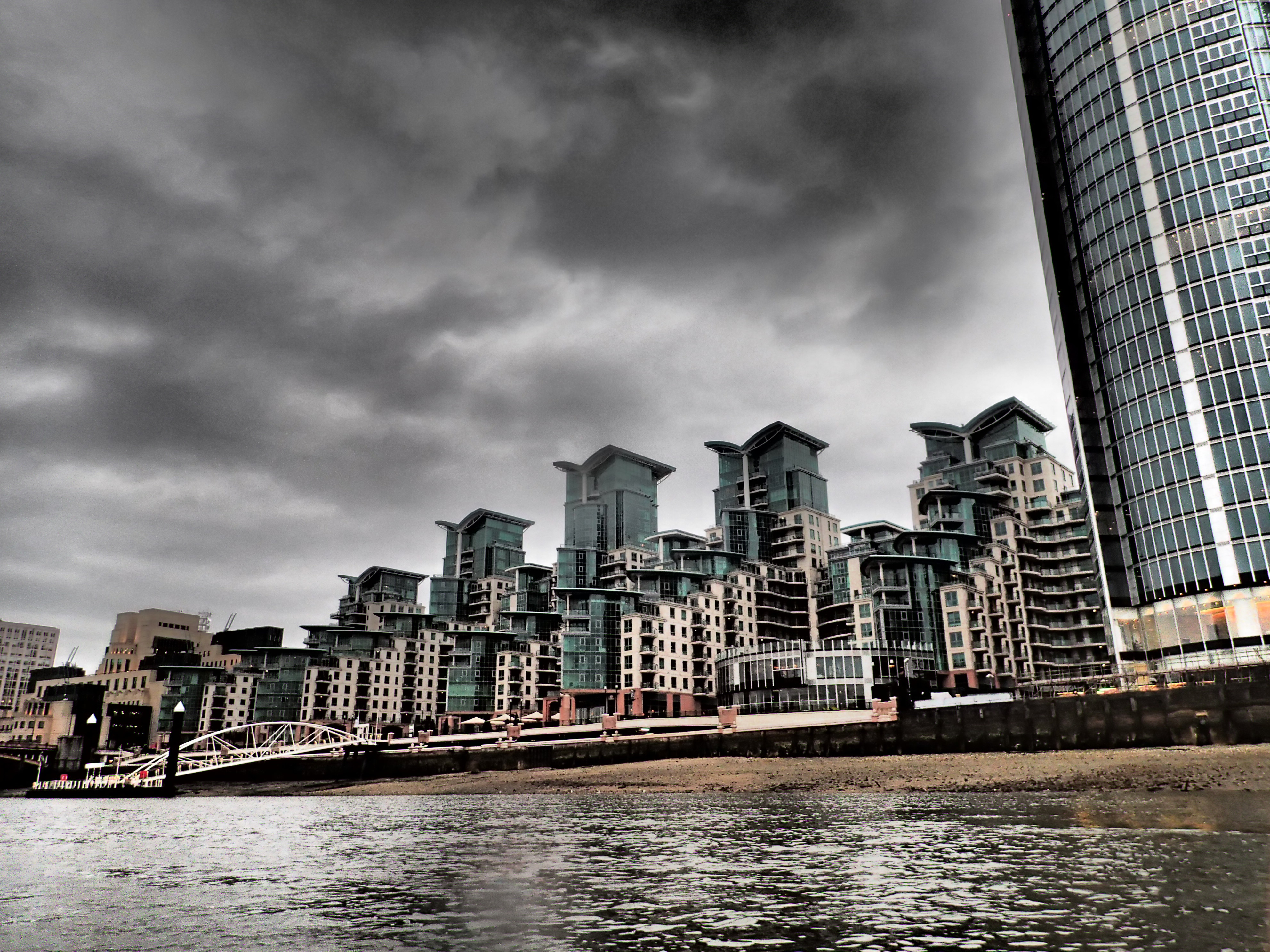
De aanlegplaats bij St. George Wharf Pier

## Reizigersdiensten

### Trein
De treindiensten worden onderhouden door de South Western Railway van en naar Waterloo Station. Dagelijks rijden er ongeveer 460 treinen tussen beide stations. Treinen per richting/per uur in de daluren:
- 2 naar Chessington Zuid
- 2 naar Dorking
- 2 naar Guildford via Cobham
- 2 naar Guildford via Epsom
- 2 naar Hampton Court
- 2 op de Hounslow Loop Line via Hounslow en Richmond , terug naar Waterloo (tegen de klok in)
- 2 op de Hounslow Loop via Richmond en Hounslow, terug naar Waterloo (met de klok mee)
- 2 op de Kingston Loop Line via Kingston en Richmond, terug naar Waterloo (met de klok mee)
- 2 op de Kingston Loop via Richmond en Kingston, terug naar Waterloo (tegen de klok in)
- 2 naar Shepperton
- 2 naar Weybridge via Hounslow
- 2 naar Windsor en Eton Riverside
- 2 naar Woking

### Bus
Het busstation verwerkt 2000 bussen per dag en wordt aangedaan door de lijnen 2 , 36 , 77 , 87 , 88 , 156 , 185 , 196 , 344 , 360 , 436 en 452  van Transport for London.

### Boot
London River Services de lijnboot over de Thames legt aan bij de nabijgelegen St George Wharf Pier. De dienst werd in september 2011 geopend door de burgemeester van Londen , Boris Johnson , met als doel het bootvervoer over de Theems met 20% uit te breiden. Er vaart ongeveer elke 40 minuten een dienst naar de City of London en Canary Wharf. 

## Incidenten
- Op 11 september 1880 kwam een losse locomotief in botsing met de personentrein van Waterloo naar Hampton . Vijf reizigers werden gedood.
- Op 29 augustus 1912 botste een losse locomotief met een stam van negen rijtuigen. Een passagier werd gedood en 43 raakten gewond.
- Op 20 september 1934 botsten twee elektrische forensentreinen bij Vauxhall op elkaar. Een van de machinisten en een reiziger werden voor behandeling naar het Sint-Thomasziekenhuis gebracht.
- Op 9 oktober 2000 werd een leerling-arbeider die alleen werkte aangereden door een trein in de buurt van het station. Een gerechtelijk onderzoek kwam mei 2002 tot de conclusie dat er sprake was van dood door schuld.
- Op 16 januari 2013 vliegt een helikopter tegen een bouwkraan op het dak van een vijftig verdiepingen tellend flatgebouw, waarna hij brandend neerstort bij het station. Hierbij vielen twee doden.
- Op 5 mei 2016 brak er kabelbrand uit in een van de bedieningskabels op het station. De diensten van en naar Waterloo werden geschrapt en het eerste grote station naar het zuiden, Clapham Junction, raakte overbelast en werd gedurende de stremming gesloten.

## Naam
De naam Vauxhall is fonetisch vergelijkbaar met het Russische woord voor treinstation, вокзал ( vokzal ). Een theorie over deze gelijkenis is dat Nicolaas I van Rusland in het midden van de 19e eeuw Groot-Brittannië bezocht om het spoorwegnet te bestuderen. In die tijd stopte elke trein op de South Western Railway bij Vauxhall ten behoeve van de kaartcontrole. Hieruit concludeerde de tsaar dat Vauxhall een belangrijk verkeersknooppunt is en de naam werd in het Russisch overgenomen als de algemene term voor station. 